# Krmilni sistem
Krmilni sistem je sklop gibljivih mehanskih delov, ki služijo za krmiljenje - spreminjanje smeri gibanja vozil, plovil ali zrakoplovov.
Najpogostejša izvedba krmilnega sistema pri kopenskih štirikolesnih vozilih je obračanje sprednjega para koles z volanom, ki je prek volanskega droga povezan z letvijo za obračanje. Ta prek vzvoda obrača kolo po navpični osi. Različna specializirana vozila pa imajo lahko drugačno izvedbo krmilnega sistema. Pri goseničarjih (tanki, bagri ipd.) tako krmilni sistem spreminja hitrost premikanja vsake gosenice in s tem obrača vozilo.